# Hrabstwo Choctaw (Missisipi)
Hrabstwo Choctaw (ang. Choctaw County) – hrabstwo w stanie Missisipi w Stanach Zjednoczonych. Obszar całkowity hrabstwa obejmuje powierzchnię 419,81 mil² (1087,3 km²). Według szacunków United States Census Bureau w roku 2009 miało 9023 mieszkańców.
Hrabstwo powstało w 1833 roku.
Hrabstwo należy do nielicznych hrabstw w Stanach Zjednoczonych należących do tzw. dry county, czyli hrabstw gdzie decyzją lokalnych władz obowiązuje całkowita prohibicja.

## Miejscowości
- Ackerman
- French Camp
- Weir[6]

| Populacja hrabstwa w poprzednich latach | Populacja hrabstwa w poprzednich latach |
| Rok                                     | Liczba ludności                         |
| --------------------------------------- | --------------------------------------- |
| 1980                                    | 8985                                    |
| 1990                                    | 9071                                    |
| 2000                                    | 9758                                    |
| 2005                                    | 9572                                    |